# 鸡油菌

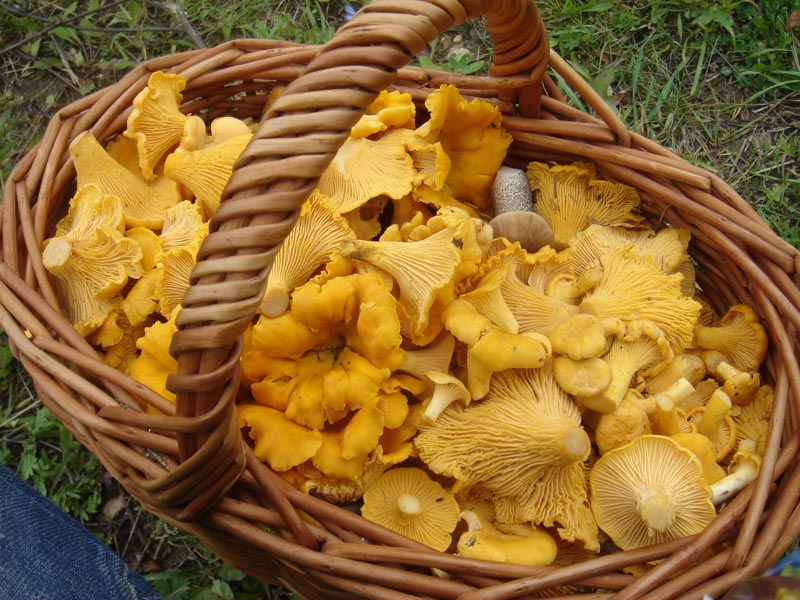
雞油菌

雞油菌又称雞油菇、黃菇、酒杯蘑菇，是雞油菌屬真菌，也是一種食用菇，外表黃色，同松露、羊肚菌一樣都是比較珍贵的菇。

## 分布
鸡油菌常见于欧洲的北部地区、北美地区的墨西哥，亚洲喜马拉雅山脉的克什米爾地區
以及在非洲的赞比亚。